# Enmanuel Mongalo y Rubio
Emmanuel Jeremías Mongalo y Rubio (Rivas, 21 de junho de 1834 - Granada, 1 de fevereiro de 1872) foi um professor nicaraguense lembrado por seu feito heroico na primeira batalha de Rivas em 29 de junho de 1855 contra os democráticos de Francisco Castellón Sanabria e os flibusteiros de William Walker durante a Guerra Civil (1854-18 de julho de 1856) que opôs os bandos legitimistas e democráticos, antes da chamada Guerra Nacional da Nicarágua (18 de julho de 1856-1857).
Ele foi proclamado um Herói Nacional da Nicarágua e em homenagem ao seu feito patriótico o dia 29 de junho foi declarado o "Dia do Professor Nicaraguense".

## Homenagens

### Dia do Professor Nicaraguense
Em 1978 a Câmara dos Deputados e a Câmara do Senado declarou o "Dia do Professor Nicaraguense" em 29 de junho de cada ano para comemorar o feito patriótico do professor e herói nacional Emanuel Mongalo y Rubio.

### Herói Nacional
O Professor e Subtenente Cívico Mongalo y Rubio foi declarado Herói Nacional da Nicarágua, pela Junta de Governo de Reconstrução Nacional, através do Decreto 1123 publicado em La Gaceta, Diário Oficial n.º 251 de 27 de outubro de 1982.

### Moeda nicaraguense
A efígie de Mongalo apareceu no verso das cédulas de 20 córdobas, séries A e B de 1990 e 1995 respectivamente, junto com a cena do incêndio da casa de Máximo Espinosa, enquanto no anverso estava a efígie do General Augusto C. Sandino.